# Мачулища (Крупський район)
Мачулища (біл. вёска Мачулішча) — село в складі Крупського району Мінської області, Білорусь. Село підпорядковане Бобрській сільській раді, розташоване в східній частині області.